# Draba lindenii
Draba lindenii là một loài thực vật có hoa trong họ Cải. Loài này được (Hook.) Planch. ex Sprague mô tả khoa học đầu tiên năm 1926.